# Кошилівці (гміна)
Гміна Кошилівці  (пол. Gmina Koszyłowce)— колишня сільська гміна у Заліщицькому повіті Тернопільського воєводства Другої Речі Посполитої. Адміністративним центром гміни було село Кошилівці.
Гміна утворена 1 серпня 1934 року в рамках адміністративної реформи на основі нового закону про самоуправління (23 березня 1933 року).
Площа гміни — 76,33 км²
Кількість житлових будинків — 1483
Кількість мешканців — 7331
Гміну створено на основі давніших гмін: Кошилівці, Буряківка, Цапівці (з 1965 - Поділля), Попівці, Слобідка Кошилівецька (тепер просто Слобідка) і частина гміни Нирків, а саме Колонія Підснятинська (в радянський час хутір приєднано до Цапівців (Поділля)).